# James Peake
Pour les articles homonymes, voir Peake.
James Benjamin Peake, né le 18 juin 1944 à Saint-Louis (Missouri), est un lieutenant général, médecin et homme politique américain. Il est secrétaire aux Anciens combattants entre 2007 et 2009 dans l'administration du président George W. Bush.

## Biographie
Il est diplômé de l'Académie militaire de West Point et il suit une formation médicale à l'université Cornell.
Il combat lors de la guerre du Viêt Nam.
En 2000, il est nommé par Bill Clinton (confirmé en septembre 2000) au poste de médecin en chef des armées, fonction qu'il occupe jusqu'en 2004.
Nommé secrétaire aux Anciens combattants par George W. Bush, le 30 octobre 2007 pour succéder à Gordon H. Mansfield. Il est confirmé par le Sénat, le 20 décembre 2007. Une fois confirmé, il devient le premier médecin et le premier général à assumer cette fonction.